# Tango Nuevo
Als Tango Nuevo (spanisch für neuer Tango, manchmal auch Neotango) bezeichnet man die Stilentwicklung, den Tango Argentino zu zeitgenössischen Formen und Kunstansprüchen weiterzuentwickeln. Dies beinhaltet die Weiterentwicklung und Synthese der klassischen Tangomusik mit modernen, meist populärmusikalischen Mitteln und die Weiterentwicklung und Variation der Formen und Elemente im Tango Argentino.

## Kompositorische Erneuerung

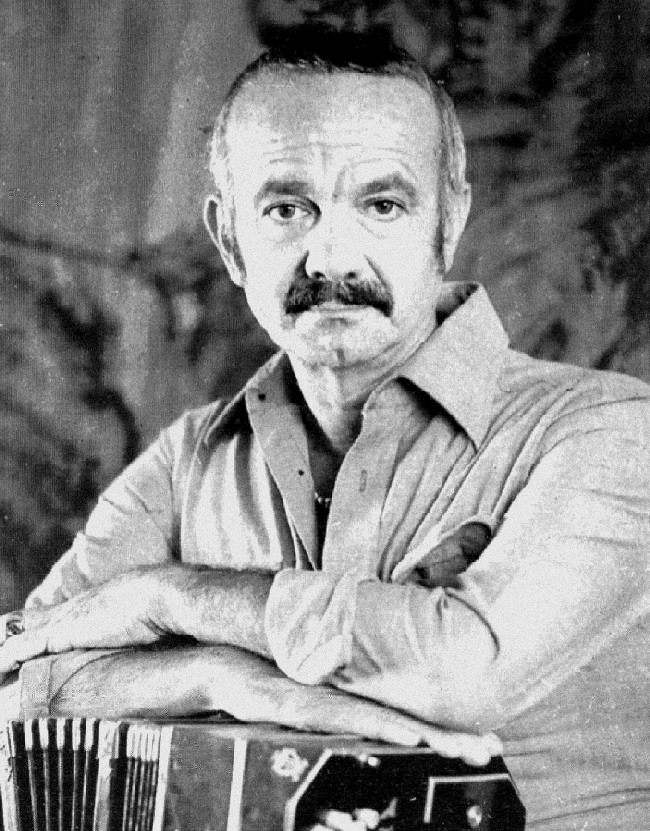
Astor Piazzolla im Jahr 1971

Zentral ist die kompositorische Erneuerung des Tangos zunächst mit Astor Piazzolla verknüpft: Seine Kompositionen eines Tango Nuevo, die ab 1955 nach seiner Rückkehr nach Argentinien entstanden, sind als Konzertmusik angelegt und somit „nicht tanzbar, zumindest nicht im herkömmlichen Sinne. Sie fordern vielmehr zum konzentrierten Hören auf. Piazzolla entwickelte den Tango weiter und assimilierte für diesen Zweck höchst unterschiedliche Einflüsse.“ Anstelle der immer gleichen Wiederholung der vorhersehbaren rhythmischen Muster, dem Rückgriff auf das vertraute harmonische Vokabular und den einfachen Formen des traditionellen Tango modernisierte Piazzolla den Tango, indem er durch Rückgriff auf die europäische Kunstmusik, die argentinische Folklore und den Jazz seine Form veränderte und seine Rhythmen modifizierte. Er verwendete den Kontrapunkt und die Fugenform. Zudem griff er auf harmonische Neuerungen und die Tonsprache von Béla Bartók, Sergei Prokofjew, Igor Strawinsky und Heitor Villa-Lobos zurück, womit ihm Dissonanzen, kantige Melodien und fortschrittliche formelle Konzepte zur Verfügung standen. Unter Rückgriff auf den Progressive Jazz und den Third Stream entstanden auch Konzepte, um den Improvisationsanteil in seinen Kompositionen zu strukturieren (etwa auf dem Album Summit mit Gerry Mulligan). Ab 1974 wanderte sogar die Elektronische Musik in seine Kompositionen ein. Dennoch verlor Piazzollas Tango Nuevo nie das Romantische und die Leidenschaft, Dramatik, Erotik und Heftigkeit des traditionellen Tango, so dass stets der Tango spürbar bleibt. Dies wird zwar verstärkt durch den Rückgriff auf die charakteristischen Klangfarben der Violine und des Bandoneons (dessen Spieltechnik Piazzolla perfektionierte), ist aber auch in Interpretationen ohne Bandoneon zu erfahren.
Piazzolla erweiterte auch das Instrumentarium um Gitarre und Schlagzeug. Seine Plattenveröffentlichung Libertango (aus dem Jahre 1974 und in Mailand aufgenommen) wurde zum Prototyp dieses neuen Tango und enthält mit den Titeln Libertango und Adios Nonino auch zwei seiner bekanntesten Kompositionen.
Weitere Protagonisten des musikalischen Tango Nuevo sind Juan José Mosalini, Luis Borda und Dino Saluzzi.

## Tänzerische Erneuerung
Derzeit (2008) enthält der Tango Nuevo-Tanz vollständig improvisierte, jedoch führbare Schritte, die die traditionelle Basis der Tanzschritte des klassischen Tango Argentino reflektieren. Daneben gibt es den Neotango, in den Schritte aus dem Salsa, Ballroom-Tanz und Swing eingewandert sind. Zu den Tänzern des Tango Nuevo gehören Mariano Frúmboli, Pablo Veron, Roberto Herrera, Gustavo Naveira, Fabián Salas, Sebastián Arce, BA Tango oder Homer Ladas. 2005 premierte die Tango Show "Tango Nuevo", entworfen und choreografiert von Roberto Herrera. Der Tango Nuevo wird entweder zu traditioneller Tangomusik oder zeitgenössischeren Formen bis hin zum Electrotango, wie sie derzeit etwa vom Gotan Project, Bajofondo, Tanghetto oder Narcotango veröffentlicht werden, getanzt.
Gustavo Naveira äußerte sich zum Begriff des Tango Nuevo folgendermaßen: „Man kann als Tango Nuevo die Phase nach 1980 erachten, in der der getanzte Tango technisch und künstlerisch seine höchste Entwicklung erreichte.“